# Regimiento de Infantería de Montaña 10
El Regimiento de Infantería de Montaña 10 (RIM 10) «Teniente General Racedo» es una unidad de combate del Ejército Argentino perteneciente a la VI Brigada de Montaña, 2.ª División de Ejército. Su cuartel se ubica en Covunco Centro, en las cercanías de la localidad de Mariano Moreno en la provincia del Neuquén.
Bajo responsabilidad del RIM 10 se halla el Refugio Militar «Copahue» en las cercanías del Paso Copahue.

## Historia

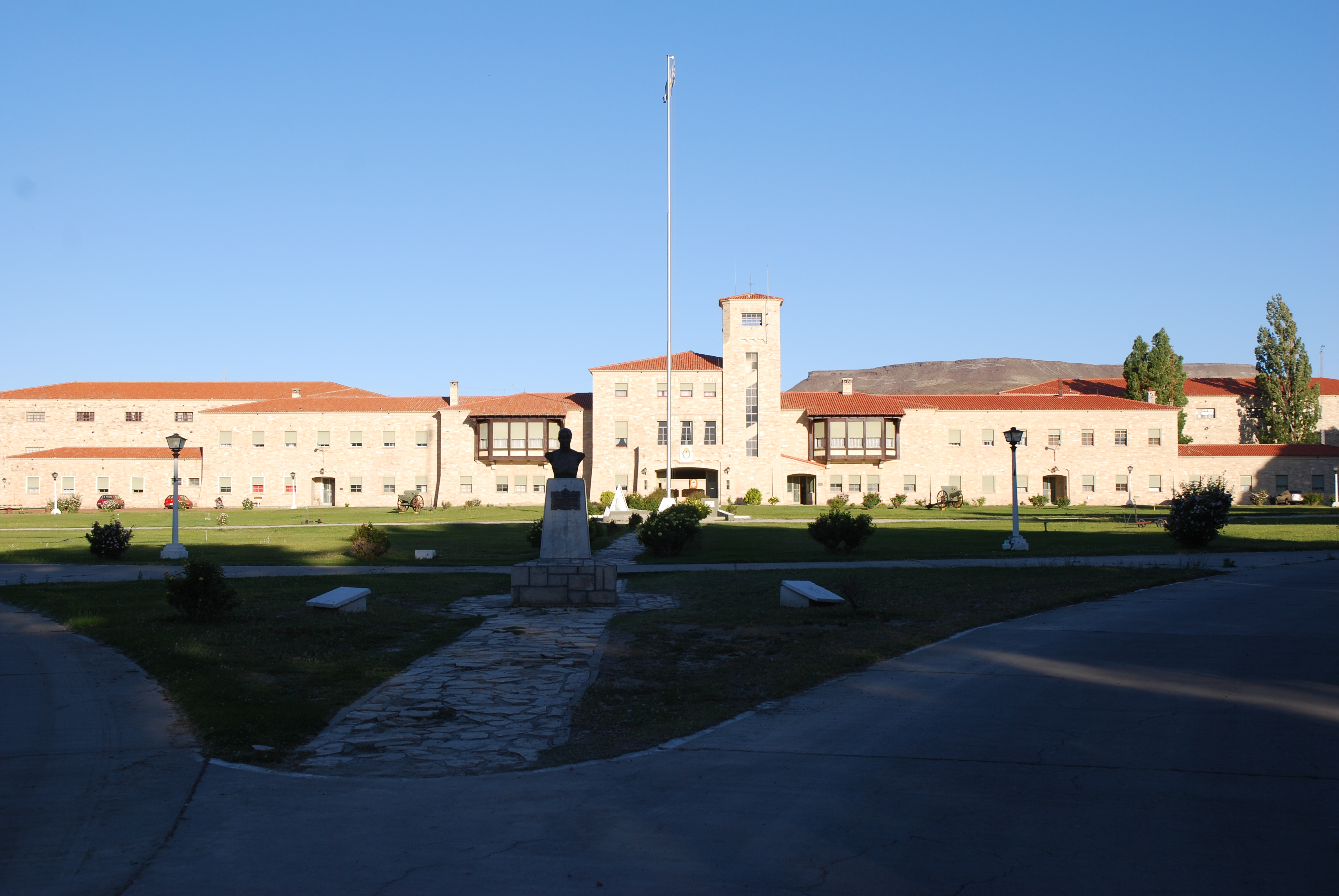
Vista frontal del Regimiento de Infantería de Montaña 10.

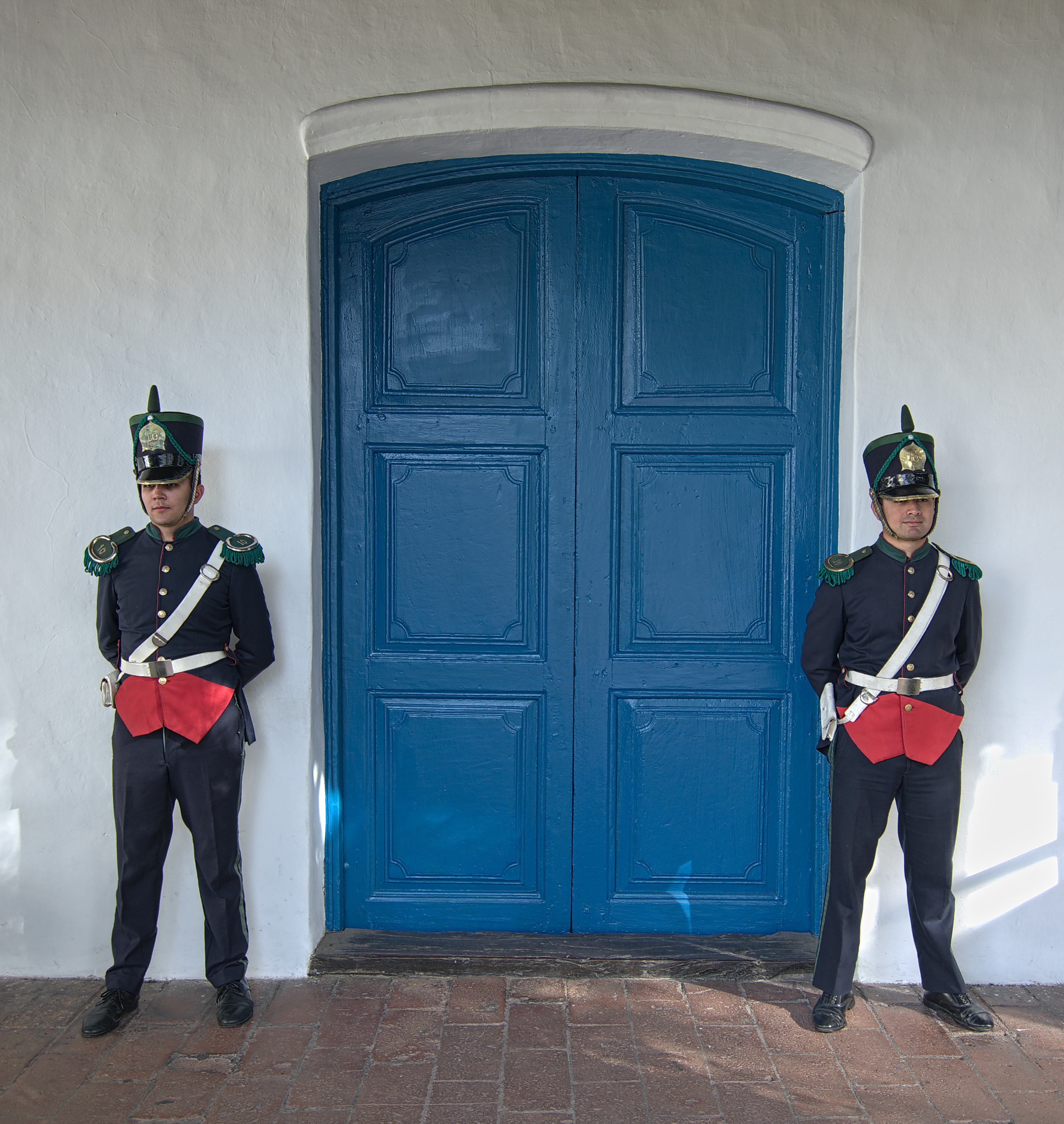
Soldados montando guardia en la Casa de Tucumán con el uniforme histórico.

A instancias del general José Rondeau, el director supremo de las Provincias Unidas Gervasio Antonio de Posadas creó el Batallón de Infantería N.º 10 con fecha 9 de agosto de 1814. Obtuvo su bautismo de fuego en Montevideo. Su uniforme estaba conformado por: Morrión o gorra de suela con chapa blanca y el número del cuerpo, corbata de suela, casaca azul con vueltas y cuello verde, vivo colorado, cabo blanco, pantalón azul de paño y blanco de brin, botines negros y blancos.
En 1816 se incorporó al Ejército del Norte, sus instalaciones fijas estuvieron en la Provincia de Tucumán, donde tuvo la misión de custodiar la Casa de Tucumán.
Fue disuelto en 1820 por ser partícipe del motín de Arequito.

### Primera reactivación

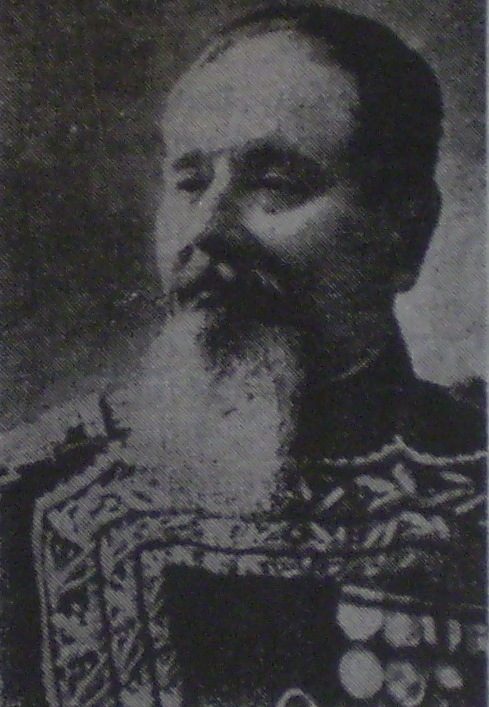
Teniente general Eduardo Racedo.

En 1862, el Estado de Buenos Aires reorganizó el Batallón 10, el cual ocupó sucesivamente las guarniciones de Rosario, Rojas y Fuerte Junín.
Iniciada la Guerra del Paraguay, fue refundido en el Batallón de infantería N.º 4, de brillante actuación en esta campaña.
En 1873, el Regimiento 12 de Infantería pasó a denominarse Regimiento 10 de Infantería de Línea. A las órdenes de Eduardo Racedo, guarneció la frontera en Río Cuarto, Santa Catalina y Rosario.
En 1874, se incorporó al Ejército del Norte, comandado por el coronel Julio Argentino Roca. Luchó en la batalla de Santa Rosa.
En 1876, se incorporó a la Tercera División de las fuerzas Expedicionarias y en 1883 se encontró frente a frente con los indígenas en los ríos Salado y Colorado, pero constituido en el II Batallón del Regimiento 3 de Infantería.
En 1887, se restituyó al cuerpo su anterior denominación.
En 1890, encontrándose con asiento en Buenos Aires, fue disuelto nuevamente por estar envuelto en la Revolución del Parque de Artillería durante los días 26, 27 y 28 de julio.

### Segunda reactivación
En 1891, bajo la Presidencia de Carlos Pellegrini, se constituyó nuevamente por decreto del día 2 de junio.
En 1896, se concentró en Cura Malal y son formados sus batallones por los primeros conscriptos que se incorporan al servicio militar obligatorio.
En 1934, se comenzó la construcción del cuartel en Covunco sobre la margen sur del Arroyo Covunco y a 50 kilómetros del fortín que durante la conquista del Desierto les sirviera de refugio contra los indígenas. Se finalizó en 1937, año en que se trasladó al Regimiento.
En 1972, la unidad fue movilizada a la localidad de General Roca para reprimir los disturbios de lo que fue llamado el «Rocaso».
El Regimiento de Infantería de Montaña 10 integró el Agrupamiento B que se desplazó a la provincia de Tucumán por orden del Comando General del Ejército para reforzar la V Brigada de Infantería que llevaba adelante el Operativo Independencia. El Agrupamiento B se turnaba con los Agrupamientos A y C, creados para el mismo fin.
En 1976, el RIM 10 envió dos equipos de combate a Campana, Buenos Aires, para integrar la Fuerza de Tareas «Campos».
Fue movilizado al paso Icalma durante un mes en 1978, con motivo de las tensiones con Chile por el conflicto del Beagle.
Durante la guerra de las Malvinas en 1982, permaneció alistado y sin movilizarse, aunque envió hombres a otras unidades que entraron en combate.
En 1988, cuando se produjo el levantamiento de Villa Martelli y Campo de Mayo, le tocó someter a los cuadros del Regimiento de Infantería de Montaña 21 amotinados en el Cuartel de Ejército «Las Lajas», tras una acción disuasiva, sin tener que entrar en combate.
Desde el año 1992 participa activamente de las misiones de paz que destaca el Ejército Argentino al exterior.
En 2007 el regimiento fue declarado Monumento nacional por el Congreso de la Nación Argentina.
En 2014, sobre la base del Regimiento de Infantería de Montaña 10 se conformó y alistó el Batallón Conjunto Argentino Haití 20, desplegando bajo el mandato de Naciones Unidas en la misión MINUSTAH entre octubre de 2014 y mediados de 2015.

## Cuartel
La arquitectura del cuartel fue considerada de avanzada, ya que se distinguió de otros diseño realizados en Argentina, por su construcción cerrada o monobloque y su sistema de calefacción de última tecnología en su momento. Se basó en los modelos de cuarteles alemanes de la época, incluso utilizando ingenieros y materiales de origen alemán.
El cuartel también cuenta con viviendas de oficiales y suboficiales, capilla y escuela.
El regimiento instaló la usina de Hidrocovunco, la que proveyó durante muchos años energía para los regimientos apostados en Zapala, Mariano Moreno y el propio regimiento.